# Metro Plaza
Le Metro Plaza est un bâtiment à Tallinn en Estonie.

## Présentation
L'édifice est situé entre la vieille ville médiévale et le centre-ville en plein développement. 
L'emplacement aux limites des époques se reflète également dans l'apparence du bâtiment. 
Les étages supérieurs de Metro Plaza ont été construits au-dessus du bâtiment du grand magasin Rotermann construit en 1848–1850. 
La construction des étages supérieurs s'est achevée en 2009.
Les premiers locataires ont emménagé au Metro Plaza avec des bureaux de classe A+ au début de 2009.
L'ancienne façade a été préservée et le côté de la place Viru et de la Mere puiestee est une rue piétonnière.
La vue sur la vieille ville et Toompea s'ouvre du côté de Mere puiestee.
Le port et les nouveaux bâtiments du quartier Rotermann peuvent être vus de Mere puiestee. 
Le parc Tammsaare et la route de Pärnu menant au théâtre dramatique sont visibles depuis la place Viru. 
Le soir, les étages du bâtiment sont très éclairés et contribuent à créer une atmosphère de grande ville sur la place. 
Le bâtiment a été conçu par Raivo Kotov et Kaur Stöör du cabinet d’architectes KOKO Arhitektid OÜ (et). 
.
Le bâtiment est géré par Metro Ärimaja OÜ.